# Collegio di Tiverton and Honiton
Tiverton and Honiton è stato un collegio elettorale inglese situato nel Devon e rappresentato alla camera dei Comuni del parlamento del Regno Unito. Eleggeva un membro del parlamento con il sistema maggioritario a turno unico; il collegio è stato abolito in occasione della revisione periodica del 2024.

## Estensione
- 1997-2010: il distretto di Mid Devon ad eccezione dei ward di Taw, Taw Vale e West Creedy e i ward del distretto di East Devon di Broadclyst, Clystbeare, Clyst Valley, Exe Valley, Honiton St Michael's, Honiton St Paul's, Otterhead, Ottery St Mary Rural, Ottery St Mary Town, Patteson e Tale Vale.
- 2010-2024: i ward del distretto di Mid Devon di Canonsleigh, Castle, Clare and Shuttern, Cranmore, Cullompton North, Cullompton Outer, Cullompton South, Halberton, Lower Culm, Lowman, Upper Culm e Westexe, e i ward del distretto di East Devon di Axminster Rural, Axminster Town, Beer and Branscombe, Coly Valley, Dunkeswell, Feniton and Buckerell, Honiton St Michael’s, Honiton St Paul’s, Newbridges, Otterhead, Seaton, Tale Vale, Trinity e Yarty.

Il collegio si trovava nel Devon orientale, e copriva le città di Tiverton e Honiton e i villaggi circostanti (che includevano grandi estensioni di aree di campagna, fiumi dove si pratica il kayak e parte delle Blackdown Hills). Tutti questi centri si trovavano nei distretti di Mid Devon e East Devon.

## Storia
Il collegio venne creato quando il collegio di Honiton fu unito a Tiverton nel 1997; entrambi erano in essere da lungo tempo: il primo esisteva dal 1640, e il secondo dal 1615. Entrambi elessero due deputati al Parlamento finché il 1884 Reform Act ridusse i deputati ad uno solo, e l'area fu allargata per includere due divisioni della contea secondo il Redistribution of Seats Act 1885.
Tra i rappresentanti più famosi del XIX secolo vi fu il politico Whigs Joseph Locke, pioniere ferroviario, che fu deputato per Honiton, e Henry John Temple, III visconte Palmerston che, mentre era deputato per Tiverton, ricoprì anche la carica di Primo Ministro per il nuovo Partito Liberale (1855-1858 e 1859-1865). 
Fino al passato recente il seggio era stato considerato sicuro per il Partito Conservatore, in quanto nessun altro partito (anche considerando i collegi predecessori) aveva mai rappresentato l'area dopo il 1923. Con le elezioni suppletive del 2022 per la prima volta è stato eletto un deputato Liberal Democratico.

## Membri del parlamento
| Elezione | Elezione    | Deputato         | Partito             |
| -------- | ----------- | ---------------- | ------------------- |
|          | 1997        | Angela Browning  | Conservatore        |
| 2010     | Neil Parish |                  | Conservatore        |
|          | Neil Parish | 2022             | Indipendente        |
|          | 2022 (S)    | Richard Foord    | Liberal Democratici |
|          | 2024        | Collegio abolito | Collegio abolito    |

## Elezioni

### Elezioni negli anni 2020
| Partito                    | Partito                                         | Candidato                  | Risultati 23 giugno 2022 | Risultati 23 giugno 2022 |
| Partito                    | Partito                                         | Candidato                  | Voti                     | %                        |
| -------------------------- | ----------------------------------------------- | -------------------------- | ------------------------ | ------------------------ |
|                            | Lib Dem                                         | Richard Foord              | 22 537                   | 52,91                    |
|                            | Conservatore                                    | Helen Hurford              | 16 393                   | 38,49                    |
|                            | Laburista                                       | Liz Pole                   | 1 562                    | 3,67                     |
|                            | Verdi                                           | Gill Westcott              | 1 064                    | 2,50                     |
|                            | Reform UK                                       | Andy Foan                  | 481                      | 1,13                     |
|                            | UKIP                                            | Ben Walker                 | 241                      | 0,57                     |
|                            | Heritage                                        | Jordan Donoghue-Morgan     | 167                      | 0,39                     |
|                            | For Britain                                     | Frankie Rufolo             | 146                      | 0,34                     |
|                            |                                                 |                            |                          |                          |
| Iscritti                   | Iscritti                                        | Iscritti                   | 81 657                   | 100,00                   |
| ↳ Votanti (% su iscritti)  | ↳ Votanti (% su iscritti)                       | ↳ Votanti (% su iscritti)  | 42 707                   | 52,30                    |
| ↳ Astenuti (% su iscritti) | ↳ Astenuti (% su iscritti)                      | ↳ Astenuti (% su iscritti) | 38 950                   | 47,70                    |
|                            |                                                 |                            |                          |                          |
|                            | Esito: collegio passa da Conservatore a Lib Dem |                            |                          |                          |

### Elezioni negli anni 2010
| Partito                    | Partito                                   | Candidato                  | Risultati 12 dicembre 2019 | Risultati 12 dicembre 2019 |
| Partito                    | Partito                                   | Candidato                  | Voti                       | %                          |
| -------------------------- | ----------------------------------------- | -------------------------- | -------------------------- | -------------------------- |
|                            | Conservatore                              | Neil Parish                | 35 893                     | 60,21                      |
|                            | Laburista                                 | Liz Pole                   | 11 654                     | 19,55                      |
|                            | Lib Dem                                   | John Timperley             | 8 807                      | 14,77                      |
|                            | Verdi                                     | Colin Reed                 | 2 291                      | 3,84                       |
|                            | UKIP                                      | Margaret Dennis            | 968                        | 1,62                       |
|                            |                                           |                            |                            |                            |
| Iscritti                   | Iscritti                                  | Iscritti                   | 82 953                     | 100,00                     |
| ↳ Votanti (% su iscritti)  | ↳ Votanti (% su iscritti)                 | ↳ Votanti (% su iscritti)  | 59 613                     | 71,86                      |
| ↳ Astenuti (% su iscritti) | ↳ Astenuti (% su iscritti)                | ↳ Astenuti (% su iscritti) | 23 340                     | 28,14                      |
|                            |                                           |                            |                            |                            |
|                            | Esito: collegio confermato a Conservatore |                            |                            |                            |

| Partito                    | Partito                                   | Candidato                  | Risultati 8 giugno 2017 | Risultati 8 giugno 2017 |
| Partito                    | Partito                                   | Candidato                  | Voti                    | %                       |
| -------------------------- | ----------------------------------------- | -------------------------- | ----------------------- | ----------------------- |
|                            | Conservatore                              | Neil Parish                | 35 471                  | 61,35                   |
|                            | Laburista                                 | Caroline Kolek             | 15 670                  | 27,10                   |
|                            | Lib Dem                                   | Matthew Wilson             | 4 639                   | 8,02                    |
|                            | Verdi                                     | Gill Westcott              | 2 035                   | 3,52                    |
|                            |                                           |                            |                         |                         |
| Iscritti                   | Iscritti                                  | Iscritti                   | 80 860                  | 100,00                  |
| ↳ Votanti (% su iscritti)  | ↳ Votanti (% su iscritti)                 | ↳ Votanti (% su iscritti)  | 57 815                  | 71,50                   |
| ↳ Astenuti (% su iscritti) | ↳ Astenuti (% su iscritti)                | ↳ Astenuti (% su iscritti) | 23 045                  | 28,50                   |
|                            |                                           |                            |                         |                         |
|                            | Esito: collegio confermato a Conservatore |                            |                         |                         |

| Partito                    | Partito                                   | Candidato                  | Risultati 7 maggio 2015 | Risultati 7 maggio 2015 |
| Partito                    | Partito                                   | Candidato                  | Voti                    | %                       |
| -------------------------- | ----------------------------------------- | -------------------------- | ----------------------- | ----------------------- |
|                            | Conservatore                              | Neil Parish                | 29 013                  | 53,98                   |
|                            | UKIP                                      | Graham Smith               | 8 857                   | 16,48                   |
|                            | Laburista                                 | Caroline Kolek             | 6 835                   | 12,72                   |
|                            | Lib Dem                                   | Stephen Kearney            | 5 626                   | 10,47                   |
|                            | Verdi                                     | Paul Edwards               | 3 415                   | 6,35                    |
|                            |                                           |                            |                         |                         |
| Iscritti                   | Iscritti                                  | Iscritti                   | 76 235                  | 100,00                  |
| ↳ Votanti (% su iscritti)  | ↳ Votanti (% su iscritti)                 | ↳ Votanti (% su iscritti)  | 53 746                  | 70,50                   |
| ↳ Astenuti (% su iscritti) | ↳ Astenuti (% su iscritti)                | ↳ Astenuti (% su iscritti) | 22 489                  | 29,50                   |
|                            |                                           |                            |                         |                         |
|                            | Esito: collegio confermato a Conservatore |                            |                         |                         |

| Partito                    | Partito                                   | Candidato                  | Risultati 6 maggio 2010 | Risultati 6 maggio 2010 |
| Partito                    | Partito                                   | Candidato                  | Voti                    | %                       |
| -------------------------- | ----------------------------------------- | -------------------------- | ----------------------- | ----------------------- |
|                            | Conservatore                              | Neil Parish                | 27 614                  | 50,30                   |
|                            | Lib Dem                                   | Jon Underwood              | 18 294                  | 33,33                   |
|                            | Laburista                                 | Vernon Whitlock            | 4 907                   | 8,94                    |
|                            | UKIP                                      | Daryl Stanbury             | 3 277                   | 5,97                    |
|                            | Verdi                                     | Cathy Connor               | 802                     | 1,46                    |
|                            |                                           |                            |                         |                         |
| Iscritti                   | Iscritti                                  | Iscritti                   | 76 774                  | 100,00                  |
| ↳ Votanti (% su iscritti)  | ↳ Votanti (% su iscritti)                 | ↳ Votanti (% su iscritti)  | 54 894                  | 71,50                   |
| ↳ Astenuti (% su iscritti) | ↳ Astenuti (% su iscritti)                | ↳ Astenuti (% su iscritti) | 21 880                  | 28,50                   |
|                            |                                           |                            |                         |                         |
|                            | Esito: collegio confermato a Conservatore |                            |                         |                         |

### Elezioni negli anni 2000
| Partito                    | Partito                                   | Candidato                  | Risultati 5 maggio 2005 | Risultati 5 maggio 2005 |
| Partito                    | Partito                                   | Candidato                  | Voti                    | %                       |
| -------------------------- | ----------------------------------------- | -------------------------- | ----------------------- | ----------------------- |
|                            | Conservatore                              | Angela Browning            | 27 838                  | 47,86                   |
|                            | Lib Dem                                   | David Nation               | 16 787                  | 28,86                   |
|                            | Laburista                                 | Fiona Bentley              | 7 944                   | 13,66                   |
|                            | UKIP                                      | Bob Edwards                | 2 499                   | 4,30                    |
|                            | Liberale                                  | Roy Collins                | 1 701                   | 2,92                    |
|                            | Verdi                                     | Colin Matthews             | 1 399                   | 2,41                    |
|                            |                                           |                            |                         |                         |
| Iscritti                   | Iscritti                                  | Iscritti                   | 83 335                  | 100,00                  |
| ↳ Votanti (% su iscritti)  | ↳ Votanti (% su iscritti)                 | ↳ Votanti (% su iscritti)  | 58 168                  | 69,80                   |
| ↳ Astenuti (% su iscritti) | ↳ Astenuti (% su iscritti)                | ↳ Astenuti (% su iscritti) | 25 167                  | 30,20                   |
|                            |                                           |                            |                         |                         |
|                            | Esito: collegio confermato a Conservatore |                            |                         |                         |

| Partito                    | Partito                                   | Candidato                  | Risultati 7 giugno 2001 | Risultati 7 giugno 2001 |
| Partito                    | Partito                                   | Candidato                  | Voti                    | %                       |
| -------------------------- | ----------------------------------------- | -------------------------- | ----------------------- | ----------------------- |
|                            | Conservatore                              | Angela Browning            | 26 258                  | 47,07                   |
|                            | Lib Dem                                   | James Barnard              | 19 974                  | 35,81                   |
|                            | Laburista                                 | Isabel Owen                | 6 647                   | 11,92                   |
|                            | UKIP                                      | Alan Langmaid              | 1 281                   | 2,30                    |
|                            | Verdi                                     | Matthew Burgess            | 1 030                   | 1,85                    |
|                            | Liberale                                  | Jennifer Roach             | 594                     | 1,06                    |
|                            |                                           |                            |                         |                         |
| Iscritti                   | Iscritti                                  | Iscritti                   | 80 612                  | 100,00                  |
| ↳ Votanti (% su iscritti)  | ↳ Votanti (% su iscritti)                 | ↳ Votanti (% su iscritti)  | 55 784                  | 69,20                   |
| ↳ Astenuti (% su iscritti) | ↳ Astenuti (% su iscritti)                | ↳ Astenuti (% su iscritti) | 24 828                  | 30,80                   |
|                            |                                           |                            |                         |                         |
|                            | Esito: collegio confermato a Conservatore |                            |                         |                         |

## Risultati dei referendum

### Referendum sulla permanenza del Regno Unito nell'Unione europea del 2016
|             | Collegio             | Lasciare UE % | Rimanere in UE % |
| ----------- | -------------------- | ------------- | ---------------- |
|             | Tiverton and Honiton | 57,6%         | 42,4%            |
| Inghilterra | 53,3%                | 46,7%         |                  |
| Regno Unito | 51,9%                | 48,1%         |                  |